# Copa Absoluta 2015
El Torneo «Copa Absoluta» de la Tercera División de Chile 2015 o Campeonato de la Copa Absoluta 2015 o simplemente Copa Absoluta 2015 fue la 1.° edición de la competición oficial de copa doméstica entre clubes amateurs de la Tercera División A y Tercera División B de Chile, correspondiente a la temporada 2014-2015. Se jugó desde el 14 de marzo hasta el 24 de mayo de 2015.
Su organización estuvo a cargo de la Asociación Nacional de Fútbol Amateur de Chile (ANFA) y contó con la participación de 35 equipos, divididos en nueve grupos: ocho grupos de cuatro equipos y un grupo de tres equipos. La competición se disputó inicialmente bajo el sistema de todos contra todos, entre los equipos de cada grupo, y finalmente bajo el sistema de eliminación directa, en partidos de ida y vuelta.
Los equipos estaban compuestos por jugadores menores de 23 años; no obstante, se admitieron cinco jugadores Sub-25 por cada equipo.
El campeón fue Deportes Rengo, que se adjudicó su primer título de la Copa Absoluta, más una bonificación de 3 puntos para disputar la Tercera División A de Chile 2015.

## Ascensos y descensos
Actualizado el 2 de mayo de 2015
| Pos. |  | Ascendidos a la Tercera A 2015 Copa Absoluta |
| ---- |  | -------------------------------------------- |
| 1º   |  | Real Juventud San Joaquín                    |
| 2º   |  | Chimbarongo FC                               |
| 3º   |  | Gasparín FC                                  |
| 4º   |  | Juventud Salvador                            |

| Pos. |  | Descendidos a la Tercera B 2015 |
| ---- |  | ------------------------------- |
| 13º  |  | Enfoque                         |
| 14º  |  | Pudahuel Barrancas              |

| Pos. |  | Ascendidos a la Tercera B 2015 Copa Absoluta |
| ---- |  | -------------------------------------------- |
| 1º   |  | Curacaví FC                                  |
| 2º   |  | Brisas del Maipo                             |
| 3º   |  | Cultural Maipú                               |
| 4º   |  | El Olam de Quilicura                         |
| 4º   |  | Jireh FC                                     |
| 4º   |  | Escuela de Fútbol de Macúl Respostulado      |
| 4º   |  | Juventud Puente Alto Respostulado            |

| Pos. |  | Descendidos a la Asociación de Origen |
| ---- |  | ------------------------------------- |
| 4º   |  | Escuela de Fútbol de Macúl            |
| 4º   |  | Juventud Puente Alto                  |

## Equipos participantes 2015
| Equipos participantes de la Tercera División A 2015 |                            |                      |                      |                                                                |                             |                          |           |                   |           |                     |               |
| Equipo                                              | Equipo                     | Entrenador           | Entrenador           | Ciudad                                                         | Ciudad                      | Estadio                  | Capacidad | Marca             | Marca     | Patrocinador        | Patrocinador  |
|                                                     | Chimbarongo FC             | Bandera de Chile     | Gustavo Sepúlveda    | Bandera de la Región del Libertador General Bernardo O'Higgins | Chimbarongo                 | Municipal de Chimbarongo | 1.500     | Bandera de Chile  | Training  | Bandera de Chile    | Chimbarongo   |
|                                                     | Deportes Limache           | Bandera de Chile     | Mauricio Riffo       | Bandera de la Región de Valparaíso                             | Limache                     | Ángel Navarrete          | 3.000     | Bandera de Chile  | JCQ       | Bandera de Alemania | Bosch         |
|                                                     | Deportes Rengo             | Bandera de Chile     | Fred Gayoso          | Bandera de la Región del Libertador General Bernardo O'Higgins | Rengo                       | Guillermo Guzmán         | 3.500     |                   |           | Bandera de Chile    | Rengo         |
|                                                     | Deportes Vallenar          | Bandera de Chile     | Wilson Contreras     | Bandera de la Región de Atacama                                | Vallenar                    | Municipal de Vallenar    | 6.000     | Bandera de Chile  | Romma     | Bandera de Chile    | Tamarugal     |
|                                                     | Deportivo Estación Central | Bandera de Chile     | José Miguel González | Bandera de la Región Metropolitana de Santiago                 | Santiago (Estación Central) | Real Aeropuerto          | 200       | Bandera de Brasil | Dalponte  | Bandera de Chile    | Tur Bus       |
|                                                     | Gasparín                   | Bandera de Chile     | Francisco Quiroz     | Bandera de la Región Metropolitana de Santiago                 | Santiago (El Bosque)        | Las Acacias              | 1.000     | Bandera de Chile  | JF Sports | Bandera de Chile    | Gasparín      |
|                                                     | General Velásquez          | Bandera de Chile     | Nelson Soto          | Bandera de la Región del Libertador General Bernardo O'Higgins | San Vicente                 | Municipal San Vicente    | 2.500     | Bandera de Chile  | Andrómeda | Bandera de Chile    | PF            |
|                                                     | Independiente              | Bandera de Chile     | Rubén Martínez       |                                                                | Cauquenes                   | Manuel Moya              | 4.000     |                   |           |                     |               |
|                                                     | Juventud Salvador          | Bandera de Chile     | Manuel Rodríguez     | Bandera de la Región Metropolitana de Santiago                 | Santiago (Lo Espejo)        | Cardenal Caro            | 1.000     | Bandera de Chile  | Kdn       | Bandera de Chile    | Buses Nuñez   |
|                                                     | Provincial Marga Marga     | Bandera de Chile     | Cristián Ochoa       | Bandera de la Región de Valparaíso                             | Quilpué                     | Municipal Villa Olímpica | 2.000     |                   |           |                     |               |
|                                                     | Provincial Talagante       | Bandera de Chile     | Patricio Maibée      | Bandera de la Región Metropolitana de Santiago                 | Santiago (Talagante)        | Municipal Lucas Pacheco  | 2.800     | Bandera de Brasil | Dalponte  | Bandera de Chile    | Santa Marta   |
|                                                     | Real San Joaquín           | Bandera de Chile     | Jaime Lizama         | Bandera de la Región Metropolitana de Santiago                 | Santiago (Peñalolén)        | Municipal de Peñalolén   | 3.000     | Bandera de Chile  | Kdn       | Bandera de Chile    | Carnes Bilbao |
|                                                     | Tomás Greig                | Bandera de Chile     | John Greig           |                                                                | Rancagua                    | Guillermo Saavedra       | 2.000     | Bandera de Chile  | PSport    | Bandera de Chile    | Sinatracch    |
|                                                     | Unión Casablanca           | Bandera de Argentina | Gabriel Rodríguez    | Bandera de la Región de Valparaíso                             | Casablanca                  | Arturo Echazarreta       | 1.672     | Bandera de Chile  | Training  | Bandera de Chile    | La Araucana   |

| Equipos participantes de la Tercera División B 2015 |                         |                  |                    |                                                                |                             |                           |           |                           |                 |                  |                       |
| Equipo                                              | Equipo                  | Entrenador       | Entrenador         | Ciudad                                                         | Ciudad                      | Estadio                   | Capacidad | Marca                     | Marca           | Patrocinador     | Patrocinador          |
|                                                     | Brisas del Maipo        | Bandera de Perú  | Edgar Cornejo      | Bandera de la Región Metropolitana de Santiago                 | Santiago (Independencia)    | Juan Antonio Ríos         | 3.000     |                           |                 |                  |                       |
|                                                     | Cultural Maipú          | Bandera de Chile | Fernando Medina    | Bandera de la Región Metropolitana de Santiago                 | Santiago (Maipú)            | Santiago Bueras           | 4.000     | Bandera de Chile          | Four            |                  |                       |
|                                                     | Curacaví FC             | Bandera de Chile | Francisco Arce     | Bandera de la Región Metropolitana de Santiago                 | Santiago (Curacaví)         | Luis Cruchaga             | 1.500     | Bandera de Chile          | Andrómeda       |                  |                       |
|                                                     | Deportes Osorno         | Bandera de Chile | Marcos Millape     | Bandera de la Región de Los Lagos                              | Osorno                      | Rubén Marcos Peralta      | 10.800    | Bandera de Chile          | Imtex Osorno    | Bandera de Chile | Corp. Deportes Osorno |
|                                                     | Deportes Recoleta       | Bandera de Chile | Fabián Marzuca     | Bandera de la Región Metropolitana de Santiago                 | Santiago (Recoleta)         | Chacabuco                 | 1.500     | Bandera de Chile          | Training        | Bandera de Chile | Vega Central          |
|                                                     | Deportes Tocopilla      | Bandera de Chile | Manuel Soto        | Bandera de la Región del Libertador General Bernardo O'Higgins | Los Lirios                  | Municipal de Los Lirios   | 1.000     | Bandera de Italia         | Lotto           | Bandera de Chile | Adecco                |
|                                                     | El Olam                 | Bandera de ?     |                    | Bandera de la Región Metropolitana de Santiago                 | Santiago (Quilicura)        | Municipal de Quilicura    | 2.000     |                           |                 |                  |                       |
|                                                     | Enfoque                 | Bandera de Chile | Héctor Irrázabal   | Bandera de la Región del Libertador General Bernardo O'Higgins | Rancagua                    | Guillermo Saavedra        | 2.000     | Bandera de Brasil         | Dalponte        | Bandera de Chile | Constructora Andes    |
|                                                     | Escuela de Fútbol Macul | Bandera de Chile | Óscar Caballero    | Bandera de la Región Metropolitana de Santiago                 | Santiago (Macul)            | Complejo N.º 2 de Macul   | 200       | Bandera de Brasil         | Dalponte        | Bandera de Chile | Macul                 |
|                                                     | Ferro Estación          | Bandera de Chile | Daniel Díaz        | Bandera de la Región Metropolitana de Santiago                 | Santiago (Lampa)            | Deportivo Esmeralda       | 2.000     |                           |                 | Bandera de Chile | Lampa                 |
|                                                     | Ferroviarios            | Bandera de Chile | Juan Cisternas     | Bandera de la Región Metropolitana de Santiago                 | Santiago (Estación Central) | Los Nogales               | 336       | Bandera de Chile          | Training        | Bandera de Chile | Pullman Bus           |
|                                                     | Gendarmería             | Bandera de Chile | Marco Cari         | Bandera de la Región Metropolitana de Santiago                 | Santiago (Puente Alto)      | Municipal de Puente Alto  | 3.000     | Bandera de Chile          | Training        | Bandera de Chile | PF                    |
|                                                     | Incas del Sur           | Bandera de Chile | Héctor Pérez       | Bandera de la Región Metropolitana de Santiago                 | Santiago (Estación Central) | Municipal Las Rejas       |           | Bandera de Inglaterra     | Umbro           | Bandera de Chile | El Ají Seco           |
|                                                     | Jireh FC                | Bandera de Chile | Oscar Rojas        | Bandera de la Región Metropolitana de Santiago                 | Santiago (Cerrillos)        | Municipal de Cerrillos    |           | Bandera del Reino Unido   | Mitre           | Bandera de Chile | Joyas Barón           |
|                                                     | Juventud Puente Alto    | Bandera de ?     |                    | Bandera de la Región Metropolitana de Santiago                 | Santiago (Puente Alto)      | Municipal de Puente Alto  | 3.000     | Bandera de Italia         | Fervore         | Bandera de Chile | Puente Alto           |
|                                                     | Lautaro de Buin         | Bandera de Chile | Jorge Guzmán       | Bandera de la Región Metropolitana de Santiago                 | Santiago (Buin)             | Lautaro de Buin           | 1.100     | Bandera de Brasil         | Dalponte        | Bandera de Chile | Casas Buin            |
|                                                     | Luis Matte Larraín      | Bandera de Chile | Eduardo Ferj       | Bandera de la Región Metropolitana de Santiago                 | Santiago (Puente Alto)      | Municipal de Puente Alto  | 3.000     | Bandera de Chile          | Rowsport        | Bandera de Chile | Bar Mourgues          |
|                                                     | Pudahuel Barrancas      | Bandera de Chile | Juan Carlos Alfaro | Bandera de la Región Metropolitana de Santiago                 | Santiago (Pudahuel)         | Modelo de Pudahuel        | 1.500     | Bandera de Chile          | Romma           |                  |                       |
|                                                     | Quintero Unido FC       | Bandera de Chile | Claudio Figueroa   | Bandera de la Región de Valparaíso                             | Quintero                    | Municipal de Quintero     | 1.000     | Bandera de Estados Unidos | Nike            | Bandera de Chile | GNL Quintero          |
|                                                     | San Bernardo Unido      | Bandera de Chile | Miguel Castillo    | Bandera de la Región Metropolitana de Santiago                 | Santiago (San Bernardo)     | Municipal de San Bernardo | 3.000     | Bandera de Italia         | Givova          |                  |                       |
|                                                     | Unión Compañías         | Bandera de Chile | Eddie Campodónico  | Bandera de la Región de Coquimbo                               | La Serena                   | Complejo Los Llanos       | 3.500     | Bandera de Chile          | Deportes Player | Bandera de Chile | Minera Dominga        |

### Cambios de entrenadores
| Equipo                 | Entrenador (jornadas)                                |
| ---------------------- | ---------------------------------------------------- |
| General Velásquez      | Manuel Guajardo (1) Nelson Soto (2 - Presente)       |
| Provincial Marga Marga | Ricardo González (1-2) Cristian Ochoa (3 - Presente) |
| Juventud Puente Alto   | Rodrigo Aguilar (1-2) No Definido                    |
| El Olam de Quilicura   | Jean Coty Beausejour (1-2) No Definido               |

## Equipos porRegión
| Región             | Equipos |
| ------------------ | --- |
| Metropolitana (21) | - Brisas del Maipo - Cultural Maipú - Curacaví FC - Deportes Recoleta - Deportivo Estación Central - Deportivo El Olam - Escuela de Fútbol Macul - Ferro Estación - Ferroviarios - Gasparín F.C. - Gendarmería - Incas del Sur - Jireh FC - Juventud Salvador - Juventud Puente Alto - Lautaro de Buin - Luis Matte Larraín - Provincial Talagante - Pudahuel Barrancas - Real San Joaquín - San Bernardo Unido |
| O'Higgins (6)      | - Chimbarongo F.C. - Deportes Rengo - Deportes Tocopilla - Enfoque - General Velásquez - Tomás Greig |
| Valparaíso (4)     | - Deportes Limache - Provincial Marga Marga - Quintero Unido - Unión Casablanca |
| Atacama (1)        | - Deportes Vallenar |
| Coquimbo (1)       | - Unión Compañías |
| Maule (1)          | - Independiente |
| Los Lagos (1)      | - Deportes Provincial Osorno |

## Modalidad del torneo
Los 35 clubes se dividirán en 8 grupos de 4 equipos cada uno, más un grupo de 3 clubes. Los dos primeros equipos de cada grupo (excepto en los grupos 6 y 7, donde solo clasificará el primero) clasificarán a octavos de final. En la Fase de grupos, se jugarán solamente 3 fechas, con las localías ya sorteadas por la ANFA. El club de Tercera B que llegue más lejos en esta copa, ascenderá el próximo semestre a la Tercera A. Por ser una copa, no existirá descensos desde Tercera A a Tercera B, ni de esta última a  las Asociaciones de Origen. El equipo que se corone Campeón, se llevará el trofeo "Copa Absoluta 2015", y +3 puntos de bonificación.

## Grupos

### Grupo 1
| Equipo            | Pts | PJ | PG | PE | PP | GF | GC | Dif |
| ----------------- | --- | -- | -- | -- | -- | -- | -- | --- |
| Chimbarongo       | 9   | 3  | 3  | 0  | 0  | 9  | 2  | +7  |
| Deportes Osorno   | 3   | 3  | 1  | 0  | 2  | 3  | 5  | -2  |
| Independiente     | 3   | 3  | 1  | 0  | 2  | 2  | 4  | -2  |
| General Velásquez | 3   | 3  | 1  | 0  | 2  | 3  | 6  | -3  |

| \| Fecha \| Hora \| Estadio \| Local \| Resultado \| Visitante \| \| 14 de marzo \| 19:00 \| Municipal de Chimbarongo \| Chimbarongo FC \| 4 - 1 \| General Velásquez \| \| 15 de marzo \| 16:00 \| Rubén Marcos Peralta \| Deportes Osorno \| 2 - 0 \| Independiente \| \| 21 de marzo \| 18:00 \| Fiscal Manuel Moya Medel \| Independiente \| 2 - 1 \| General Velásquez \| \| 22 de marzo \| 16:00 \| Rubén Marcos Peralta \| Deportes Osorno \| 1 - 4 \| Chimbarongo FC \| \| 28 de marzo \| 18:30 \| Municipal de Chimbarongo \| Chimbarongo FC \| 1 - 0 \| Independiente \| \| 28 de marzo \| 20:30 \| Municipal de San Vicente \| General Velásquez \| 1 - 0 \| Deportes Osorno \| |       |                          |                   |           |                   |
| Fecha | Hora  | Estadio                  | Local             | Resultado | Visitante         |
| 14 de marzo | 19:00 | Municipal de Chimbarongo | Chimbarongo FC    | 4 - 1     | General Velásquez |
| 15 de marzo | 16:00 | Rubén Marcos Peralta     | Deportes Osorno   | 2 - 0     | Independiente     |
| 21 de marzo | 18:00 | Fiscal Manuel Moya Medel | Independiente     | 2 - 1     | General Velásquez |
| 22 de marzo | 16:00 | Rubén Marcos Peralta     | Deportes Osorno   | 1 - 4     | Chimbarongo FC    |
| 28 de marzo | 18:30 | Municipal de Chimbarongo | Chimbarongo FC    | 1 - 0     | Independiente     |
| 28 de marzo | 20:30 | Municipal de San Vicente | General Velásquez | 1 - 0     | Deportes Osorno   |

### Grupo 2
| Equipo             | Pts | PJ | PG | PE | PP | GF | GC | Dif |
| ------------------ | --- | -- | -- | -- | -- | -- | -- | --- |
| Deportes Rengo     | 9   | 3  | 3  | 0  | 0  | 8  | 1  | +7  |
| Deportes Tocopilla | 4   | 3  | 1  | 1  | 1  | 6  | 4  | +2  |
| Tomás Greig        | 4   | 3  | 1  | 1  | 1  | 4  | 5  | -1  |
| Enfoque            | 0   | 3  | 0  | 0  | 3  | 2  | 10 | -8  |

| \| Fecha \| Hora \| Estadio \| Local \| Resultado \| Visitante \| \| 14 de marzo \| 17:00 \| Municipal Los Lirios \| Deportes Tocopilla \| 4 - 0 \| Enfoque \| \| 14 de marzo \| 19:00 \| Guillermo Guzmán \| Deportes Rengo \| 2 - 0 \| Tomás Greig \| \| 21 de marzo \| 17:00 \| Municipal Los Lirios \| Deportes Tocopilla \| 0 - 2 \| Deportes Rengo \| \| 22 de marzo \| 17:00 \| Patricio Mekis \| Enfoque \| 1 - 2 \| Tomás Greig \| \| 28 de marzo \| 19:00 \| Guillermo Saavedra \| Tomás Greig \| 2 - 2 \| Deportes Tocopilla \| \| 29 de marzo \| 19:00 \| Guillermo Guzmán \| Deportes Rengo \| 4 - 1 \| Enfoque \| |       |                      |                    |           |                    |
| Fecha | Hora  | Estadio              | Local              | Resultado | Visitante          |
| 14 de marzo | 17:00 | Municipal Los Lirios | Deportes Tocopilla | 4 - 0     | Enfoque            |
| 14 de marzo | 19:00 | Guillermo Guzmán     | Deportes Rengo     | 2 - 0     | Tomás Greig        |
| 21 de marzo | 17:00 | Municipal Los Lirios | Deportes Tocopilla | 0 - 2     | Deportes Rengo     |
| 22 de marzo | 17:00 | Patricio Mekis       | Enfoque            | 1 - 2     | Tomás Greig        |
| 28 de marzo | 19:00 | Guillermo Saavedra   | Tomás Greig        | 2 - 2     | Deportes Tocopilla |
| 29 de marzo | 19:00 | Guillermo Guzmán     | Deportes Rengo     | 4 - 1     | Enfoque            |

### Grupo 3
| Equipo                     | Pts | PJ | PG | PE | PP | GF | GC | Dif |
| -------------------------- | --- | -- | -- | -- | -- | -- | -- | --- |
| Lautaro de Buin            | 9   | 3  | 3  | 0  | 0  | 6  | 3  | +3  |
| Deportivo Estación Central | 6   | 3  | 2  | 0  | 1  | 7  | 3  | +3  |
| Ferroviarios               | 3   | 3  | 1  | 0  | 2  | 2  | 7  | -5  |
| Provincial Talagante       | 0   | 3  | 0  | 0  | 3  | 2  | 6  | -4  |

| \| Fecha \| Hora \| Estadio \| Local \| Resultado \| Visitante \| \| 14 de marzo \| 20:00 \| Real Aeropuerto \| Deportivo Estación Central \| 1 - 2 \| Lautaro de Buin \| \| 15 de marzo \| 17:00 \| Los Nogales \| Ferroviarios \| 1 - 0 \| Provincial Talagante \| \| 22 de marzo \| 12:00 \| Lucas Pacheco Toro \| Provincial Talagante \| 1 - 2 \| Lautaro de Buin \| \| 22 de marzo \| 17:00 \| Los Nogales \| Ferroviarios \| 0 - 4 \| Deportivo Estación Central \| \| 28 de marzo \| 17:30 \| Alto Jahuel Unido \| Lautaro de Buin \| 2 - 1 \| Ferroviarios \| \| 28 de marzo \| 20:00 \| Real Aeropuerto \| Deportivo Estación Central \| 2 - 1 \| Provincial Talagante \| |       |                    |                            |           |                            |
| Fecha | Hora  | Estadio            | Local                      | Resultado | Visitante                  |
| 14 de marzo | 20:00 | Real Aeropuerto    | Deportivo Estación Central | 1 - 2     | Lautaro de Buin            |
| 15 de marzo | 17:00 | Los Nogales        | Ferroviarios               | 1 - 0     | Provincial Talagante       |
| 22 de marzo | 12:00 | Lucas Pacheco Toro | Provincial Talagante       | 1 - 2     | Lautaro de Buin            |
| 22 de marzo | 17:00 | Los Nogales        | Ferroviarios               | 0 - 4     | Deportivo Estación Central |
| 28 de marzo | 17:30 | Alto Jahuel Unido  | Lautaro de Buin            | 2 - 1     | Ferroviarios               |
| 28 de marzo | 20:00 | Real Aeropuerto    | Deportivo Estación Central | 2 - 1     | Provincial Talagante       |

### Grupo 4
| Equipo             | Pts | PJ | PG | PE | PP | GF | GC | Dif |
| ------------------ | --- | -- | -- | -- | -- | -- | -- | --- |
| Gasparín           | 7   | 3  | 2  | 1  | 0  | 8  | 3  | +5  |
| Gendarmería        | 4   | 3  | 1  | 1  | 1  | 3  | 2  | +1  |
| Juventud Salvador  | 3   | 3  | 1  | 0  | 2  | 8  | 5  | +3  |
| Luis Matte Larraín | 3   | 3  | 1  | 0  | 2  | 5  | 14 | -9  |

| \| Fecha \| Hora \| Estadio \| Local \| Resultado \| Visitante \| \| 14 de marzo \| 17:00 \| Municipal de Puente Alto \| Gendarmería \| 1 - 2 \| Luis Matte Larraín \| \| 15 de marzo \| 19:00 \| Complejo Las Acacias \| Gasparín \| 2 - 1 \| Juventud Salvador \| \| 22 de marzo \| 18:00 \| Cardenal Caro \| Juventud Salvador \| 7 - 1 \| Luis Matte Larraín \| \| 22 de marzo \| 20:00 \| Complejo Las Acacias \| Gasparín \| 0 - 0 \| Gendarmería \| \| 28 de marzo \| 17:00 \| ex La Perla \| Gendarmería \| 2 - 0 \| Juventud Salvador \| \| 29 de marzo \| 18:30 \| Municipal de Puente Alto \| Luis Matte Larraín \| 2 - 6 \| Gasparín \| |       |                          |                    |           |                    |
| Fecha | Hora  | Estadio                  | Local              | Resultado | Visitante          |
| 14 de marzo | 17:00 | Municipal de Puente Alto | Gendarmería        | 1 - 2     | Luis Matte Larraín |
| 15 de marzo | 19:00 | Complejo Las Acacias     | Gasparín           | 2 - 1     | Juventud Salvador  |
| 22 de marzo | 18:00 | Cardenal Caro            | Juventud Salvador  | 7 - 1     | Luis Matte Larraín |
| 22 de marzo | 20:00 | Complejo Las Acacias     | Gasparín           | 0 - 0     | Gendarmería        |
| 28 de marzo | 17:00 | ex La Perla              | Gendarmería        | 2 - 0     | Juventud Salvador  |
| 29 de marzo | 18:30 | Municipal de Puente Alto | Luis Matte Larraín | 2 - 6     | Gasparín           |

### Grupo 5
| Equipo             | Pts | PJ | PG | PE | PP | GF | GC | Dif |
| ------------------ | --- | -- | -- | -- | -- | -- | -- | --- |
| Real San Joaquín   | 7   | 3  | 2  | 1  | 0  | 10 | 1  | +9  |
| Ferro Estación     | 5   | 3  | 1  | 2  | 0  | 5  | 3  | +2  |
| Pudahuel Barrancas | 4   | 3  | 1  | 1  | 1  | 8  | 8  | 0   |
| San Bernardo Unido | 0   | 3  | 0  | 0  | 3  | 1  | 12 | -11 |

| \| Fecha \| Hora \| Estadio \| Local \| Resultado \| Visitante \| \| 13 de marzo \| 19:00 \| Complejo Nº2 Santa Julia \| Real San Joaquín \| 4 - 0 \| San Bernardo Unido \| \| 14 de marzo \| 19:00 \| Modelo \| Pudahuel Barrancas \| 2 - 2 \| Ferro Estación \| \| 21 de marzo \| 13:00 \| Municipal de San Bernardo, cancha 3 \| San Bernardo Unido \| 0 - 2 \| Ferro Estación \| \| 22 de marzo \| 19:00 \| Municipal de Peñalolén \| Real San Joaquín \| 5 - 0 \| Pudahuel Barrancas \| \| 28 de marzo \| 15:00 \| Deportivo Esmeralda \| Ferro Estación \| 1 - 1 \| Real San Joaquín \| \| 28 de marzo \| 19:00 \| Modelo \| Pudahuel Barrancas \| 6 - 1 \| San Bernardo Unido \| |       |                                     |                    |           |                    |
| Fecha | Hora  | Estadio                             | Local              | Resultado | Visitante          |
| 13 de marzo | 19:00 | Complejo Nº2 Santa Julia            | Real San Joaquín   | 4 - 0     | San Bernardo Unido |
| 14 de marzo | 19:00 | Modelo                              | Pudahuel Barrancas | 2 - 2     | Ferro Estación     |
| 21 de marzo | 13:00 | Municipal de San Bernardo, cancha 3 | San Bernardo Unido | 0 - 2     | Ferro Estación     |
| 22 de marzo | 19:00 | Municipal de Peñalolén              | Real San Joaquín   | 5 - 0     | Pudahuel Barrancas |
| 28 de marzo | 15:00 | Deportivo Esmeralda                 | Ferro Estación     | 1 - 1     | Real San Joaquín   |
| 28 de marzo | 19:00 | Modelo                              | Pudahuel Barrancas | 6 - 1     | San Bernardo Unido |

### Grupo 6(Nuevos)
| Equipo                  | Pts | PJ | PG | PE | PP | GF | GC | Dif |
| ----------------------- | --- | -- | -- | -- | -- | -- | -- | --- |
| Brisas del Maipo        | 6   | 2  | 2  | 0  | 0  | 8  | 3  | +5  |
| Escuela de Fútbol Macul | 3   | 2  | 1  | 0  | 1  | 8  | 6  | +2  |
| El Olam                 | 0   | 2  | 0  | 0  | 2  | 1  | 8  | -7  |

Grupo de debutantes y repostulantes. Sin opción de ascenso durante este Torneo.
| \| Fecha \| Hora \| Estadio \| Local \| Resultado \| Visitante \| \| 15 de marzo \| 17:00 \| Complejo Nº2 Santa Julia \| Escuela de Fútbol Macul \| 5 - 1 \| El Olam \| \| \| \| \| \| LIBRE Brisas del Maipo \| \| \| 22 de marzo \| 17:00 \| Complejo Nº2 Santa Julia \| Escuela de Fútbol Macul \| 3 - 5 \| Brisas del Maipo \| \| \| \| \| \| LIBRE El Olam \| \| \| 29 de marzo \| 16:30 \| Juan Antonio Ríos \| Brisas del Maipo \| 3 - 0 \| El Olam \| \| \| \| \| \| LIBRE Escuela de Fútbol Macul \| \| |       |                          |                         |                               |                  |
| Fecha | Hora  | Estadio                  | Local                   | Resultado                     | Visitante        |
| 15 de marzo | 17:00 | Complejo Nº2 Santa Julia | Escuela de Fútbol Macul | 5 - 1                         | El Olam          |
| |       |                          |                         | LIBRE Brisas del Maipo        |                  |
| 22 de marzo | 17:00 | Complejo Nº2 Santa Julia | Escuela de Fútbol Macul | 3 - 5                         | Brisas del Maipo |
| |       |                          |                         | LIBRE El Olam                 |                  |
| 29 de marzo | 16:30 | Juan Antonio Ríos        | Brisas del Maipo        | 3 - 0                         | El Olam          |
| |       |                          |                         | LIBRE Escuela de Fútbol Macul |                  |

### Grupo 7(Nuevos)
| Equipo               | Pts | PJ | PG | PE | PP | GF | GC | Dif |
| -------------------- | --- | -- | -- | -- | -- | -- | -- | --- |
| Jireh FC             | 6   | 3  | 2  | 0  | 1  | 6  | 4  | +2  |
| Curacaví FC          | 4   | 3  | 1  | 1  | 1  | 5  | 4  | +1  |
| Juventud Puente Alto | 4   | 3  | 1  | 1  | 1  | 3  | 3  | 0   |
| Cultural Maipú       | 3   | 3  | 1  | 0  | 2  | 3  | 6  | -3  |

Grupo de debutantes y repostulantes. Sin opción de ascenso durante este Torneo.
| \| Fecha \| Hora \| Estadio \| Local \| Resultado \| Visitante \| \| 14 de marzo \| 17:30 \| Santiago Bueras \| Cultural Maipú \| 0 - 2 \| Jireh FC \| \| 15 de marzo \| 16:00 \| Municipal de Puente Alto \| Juventud Puente Alto \| 0 - 0 \| Curacaví FC \| \| 22 de marzo \| 17:30 \| Santiago Bueras \| Cultural Maipú \| 2 - 1 \| Juventud Puente Alto \| \| 22 de marzo \| 18:00 \| Municipal de Cerrillos \| Jireh FC \| 3 - 2 \| Curacaví FC \| \| 28 de marzo \| 17:00 \| Las Taguas \| Curacaví FC \| 3 - 1 \| Cultural Maipú \| \| 29 de marzo \| 12:00 \| Municipal de Puente Alto \| Juventud Puente Alto \| 2 - 1 \| Jireh FC \| |       |                          |                      |           |                      |
| Fecha | Hora  | Estadio                  | Local                | Resultado | Visitante            |
| 14 de marzo | 17:30 | Santiago Bueras          | Cultural Maipú       | 0 - 2     | Jireh FC             |
| 15 de marzo | 16:00 | Municipal de Puente Alto | Juventud Puente Alto | 0 - 0     | Curacaví FC          |
| 22 de marzo | 17:30 | Santiago Bueras          | Cultural Maipú       | 2 - 1     | Juventud Puente Alto |
| 22 de marzo | 18:00 | Municipal de Cerrillos   | Jireh FC             | 3 - 2     | Curacaví FC          |
| 28 de marzo | 17:00 | Las Taguas               | Curacaví FC          | 3 - 1     | Cultural Maipú       |
| 29 de marzo | 12:00 | Municipal de Puente Alto | Juventud Puente Alto | 2 - 1     | Jireh FC             |

### Grupo 8
| Equipo                 | Pts | PJ | PG | PE | PP | GF | GC | Dif |
| ---------------------- | --- | -- | -- | -- | -- | -- | -- | --- |
| Unión Casablanca       | 6   | 3  | 2  | 0  | 1  | 6  | 2  | +4  |
| Deportes Recoleta      | 4   | 3  | 1  | 1  | 1  | 6  | 6  | 0   |
| Incas del Sur          | 4   | 3  | 1  | 1  | 1  | 4  | 5  | -1  |
| Provincial Marga Marga | 3   | 3  | 1  | 0  | 2  | 5  | 8  | -3  |

| \| Fecha \| Hora \| Estadio \| Local \| Resultado \| Visitante \| \| 14 de marzo \| 12:00 \| Municipal Villa Olímpica \| Provincial Marga Marga \| 2 - 5 \| Deportes Recoleta \| \| 15 de marzo \| 19:00 \| Municipal Las Rejas \| Incas del Sur \| 0 - 3 \| Unión Casablanca \| \| 21 de marzo \| 19:00 \| Municipal Arturo Echazarreta \| Unión Casablanca \| 3 - 0 \| Deportes Recoleta \| \| 22 de marzo \| 20:00 \| Municipal Las Rejas \| Incas del Sur \| 3 - 1 \| Provincial Marga Marga \| \| 28 de marzo \| 12:00 \| Municipal Villa Olímpica \| Provincial Marga Marga \| 2 - 0 \| Unión Casablanca \| \| 28 de marzo \| 19:00 \| Estadio Chacabuco \| Deportes Recoleta \| 1 - 1 \| Incas del Sur \| |       |                              |                        |           |                        |
| Fecha | Hora  | Estadio                      | Local                  | Resultado | Visitante              |
| 14 de marzo | 12:00 | Municipal Villa Olímpica     | Provincial Marga Marga | 2 - 5     | Deportes Recoleta      |
| 15 de marzo | 19:00 | Municipal Las Rejas          | Incas del Sur          | 0 - 3     | Unión Casablanca       |
| 21 de marzo | 19:00 | Municipal Arturo Echazarreta | Unión Casablanca       | 3 - 0     | Deportes Recoleta      |
| 22 de marzo | 20:00 | Municipal Las Rejas          | Incas del Sur          | 3 - 1     | Provincial Marga Marga |
| 28 de marzo | 12:00 | Municipal Villa Olímpica     | Provincial Marga Marga | 2 - 0     | Unión Casablanca       |
| 28 de marzo | 19:00 | Estadio Chacabuco            | Deportes Recoleta      | 1 - 1     | Incas del Sur          |

### Grupo 9
| Equipo            | Pts | PJ | PG | PE | PP | GF | GC | Dif |
| ----------------- | --- | -- | -- | -- | -- | -- | -- | --- |
| Deportes Vallenar | 6   | 3  | 2  | 0  | 1  | 5  | 4  | +1  |
| Deportes Limache  | 5   | 3  | 1  | 2  | 0  | 5  | 4  | +1  |
| Quintero Unido    | 4   | 3  | 1  | 1  | 1  | 5  | 5  | 0   |
| Unión Compañías   | 1   | 3  | 0  | 1  | 2  | 3  | 5  | -2  |

| \| Fecha \| Hora \| Estadio \| Local \| Resultado \| Visitante \| \| 15 de marzo \| 16:00 \| Complejo Los Llanos \| Unión Compañías \| 2 - 2 \| Deportes Limache \| \| 15 de marzo \| 19:00 \| Municipal de Quintero \| Quintero Unido \| 2 - 3 \| Deportes Vallenar \| \| 21 de marzo \| 16:00 \| Juan Soldado \| Unión Compañías \| 0 - 1 \| Quintero Unido \| \| 21 de marzo \| 20:00 \| Ángel Navarrete Candia \| Deportes Limache \| 1 - 0 \| Deportes Vallenar \| \| 29 de marzo \| 16:00 \| Municipal de Quintero \| Quintero Unido \| 2 - 2 \| Deportes Limache \| \| 1 de abril \| 18:00 \| Municipal de Vallenar \| Deportes Vallenar \| 2 - 1 \| Unión Compañías \| |       |                        |                   |           |                   |
| Fecha | Hora  | Estadio                | Local             | Resultado | Visitante         |
| 15 de marzo | 16:00 | Complejo Los Llanos    | Unión Compañías   | 2 - 2     | Deportes Limache  |
| 15 de marzo | 19:00 | Municipal de Quintero  | Quintero Unido    | 2 - 3     | Deportes Vallenar |
| 21 de marzo | 16:00 | Juan Soldado           | Unión Compañías   | 0 - 1     | Quintero Unido    |
| 21 de marzo | 20:00 | Ángel Navarrete Candia | Deportes Limache  | 1 - 0     | Deportes Vallenar |
| 29 de marzo | 16:00 | Municipal de Quintero  | Quintero Unido    | 2 - 2     | Deportes Limache  |
| 1 de abril | 18:00 | Municipal de Vallenar  | Deportes Vallenar | 2 - 1     | Unión Compañías   |

## Fase final
|  | Octavos de final       | Octavos de final  | Octavos de final |                       |   | Cuartos de final | Cuartos de final | Cuartos de final |  |  | Semifinales   | Semifinales   | Semifinales   |  |  | Final           | Final           | Final           |
|  | 4 y 11 de abril        | 4 y 11 de abril   | 4 y 11 de abril  |                       |   | 18 y 25 de abril | 18 y 25 de abril | 18 y 25 de abril |  |  | 2 y 9 de mayo | 2 y 9 de mayo | 2 y 9 de mayo |  |  | 16 y 21 de mayo | 16 y 21 de mayo | 16 y 21 de mayo |
|  |                        |                   |                  |                       |   |                  |                  |                  |  |  |               |               |               |  |  |                 |                 |                 |
|  |                        |                   |                  |                       |   |                  |                  |                  |  |  |               |               |               |  |  |                 |                 |                 |
|  |                        |                   |                  |                       |   |                  |                  |                  |  |  |               |               |               |  |  |                 |                 |                 |
|  | Chimbarongo FC         | 3                 | 4                |                       |   |                  |                  |                  |  |  |               |               |               |  |  |                 |                 |                 |
|  | Chimbarongo FC         | 3                 | 4                |                       |   |                  |                  |                  |  |  |               |               |               |  |  |                 |                 |                 |
|  | Deportes Tocopilla     | 2                 | 1                |                       |   |                  |                  |                  |  |  |               |               |               |  |  |                 |                 |                 |
|  | Deportes Tocopilla     | 2                 | 1                | Chimbarongo FC        | 1 | 1                |                  |                  |  |  |               |               |               |  |  |                 |                 |                 |
|  |                        |                   |                  |                       | 1 | 1                |                  |                  |  |  |               |               |               |  |  |                 |                 |                 |
|  |                        | Deportes Rengo    | 2                | 3                     |   |                  |                  |                  |  |  |               |               |               |  |  |                 |                 |                 |
|  | Deportes Rengo (v.)    | Deportes Rengo    | 2                | 3                     | 2 | 2                |                  |                  |  |  |               |               |               |  |  |                 |                 |                 |
|  | Deportes Rengo (v.)    |                   |                  |                       | 2 | 2                |                  |                  |  |  |               |               |               |  |  |                 |                 |                 |
|  | Deportes Osorno        | 4                 | 0                |                       |   |                  |                  |                  |  |  |               |               |               |  |  |                 |                 |                 |
|  | Deportes Osorno        | 4                 | 0                | Deportes Rengo        | 5 | 2                |                  |                  |  |  |               |               |               |  |  |                 |                 |                 |
|  |                        |                   |                  |                       | 5 | 2                |                  |                  |  |  |               |               |               |  |  |                 |                 |                 |
|  |                        | Lautaro de Buin   | 3                | 3                     |   |                  |                  |                  |  |  |               |               |               |  |  |                 |                 |                 |
|  | Lautaro de Buin        | Lautaro de Buin   | 3                | 3                     | 3 | 1                |                  |                  |  |  |               |               |               |  |  |                 |                 |                 |
|  | Lautaro de Buin        |                   |                  |                       | 3 | 1                |                  |                  |  |  |               |               |               |  |  |                 |                 |                 |
|  | Gendarmería            | 0                 | 1                |                       |   |                  |                  |                  |  |  |               |               |               |  |  |                 |                 |                 |
|  | Gendarmería            | 0                 | 1                | Lautaro de Buin       | 3 | 3                |                  |                  |  |  |               |               |               |  |  |                 |                 |                 |
|  |                        |                   |                  |                       | 3 | 3                |                  |                  |  |  |               |               |               |  |  |                 |                 |                 |
|  |                        | Estación Central  | 1                | 2                     |   |                  |                  |                  |  |  |               |               |               |  |  |                 |                 |                 |
|  | Gasparín               | Estación Central  | 1                | 2                     | 1 | 2                |                  |                  |  |  |               |               |               |  |  |                 |                 |                 |
|  | Gasparín               |                   |                  |                       | 1 | 2                |                  |                  |  |  |               |               |               |  |  |                 |                 |                 |
|  | Estación Central       | 4                 | 0                |                       |   |                  |                  |                  |  |  |               |               |               |  |  |                 |                 |                 |
|  | Estación Central       | 4                 | 0                | Deportes Rengo        | 3 | 2                |                  |                  |  |  |               |               |               |  |  |                 |                 |                 |
|  |                        |                   |                  |                       | 3 | 2                |                  |                  |  |  |               |               |               |  |  |                 |                 |                 |
|  |                        | Real San Joaquín  | 0                | 1                     |   |                  |                  |                  |  |  |               |               |               |  |  |                 |                 |                 |
|  | Real San Joaquín       | Real San Joaquín  | 0                | 1                     | 1 | 6                |                  |                  |  |  |               |               |               |  |  |                 |                 |                 |
|  | Real San Joaquín       |                   |                  |                       | 1 | 6                |                  |                  |  |  |               |               |               |  |  |                 |                 |                 |
|  | Brisas del Maipo       | 0                 | 3                |                       |   |                  |                  |                  |  |  |               |               |               |  |  |                 |                 |                 |
|  | Brisas del Maipo       | 0                 | 3                | Real San Joaquín      | 5 | 3                |                  |                  |  |  |               |               |               |  |  |                 |                 |                 |
|  |                        |                   |                  |                       | 5 | 3                |                  |                  |  |  |               |               |               |  |  |                 |                 |                 |
|  |                        | Jireh             | 1                | 0                     |   |                  |                  |                  |  |  |               |               |               |  |  |                 |                 |                 |
|  | Jireh (v.)             | Jireh             | 1                | 0                     | 1 | 2                |                  |                  |  |  |               |               |               |  |  |                 |                 |                 |
|  | Jireh (v.)             |                   |                  |                       | 1 | 2                |                  |                  |  |  |               |               |               |  |  |                 |                 |                 |
|  | Ferro Estación         | 1                 | 2                |                       |   |                  |                  |                  |  |  |               |               |               |  |  |                 |                 |                 |
|  | Ferro Estación         | 1                 | 2                | Real San Joaquín      | 2 | 0                |                  |                  |  |  |               |               |               |  |  |                 |                 |                 |
|  |                        |                   |                  |                       | 2 | 0                |                  |                  |  |  |               |               |               |  |  |                 |                 |                 |
|  |                        | Unión Casablanca  | 1                | 0                     |   |                  |                  |                  |  |  |               |               |               |  |  |                 |                 |                 |
|  | Unión Casablanca       | Unión Casablanca  | 1                | 0                     | 3 | 0                |                  |                  |  |  |               |               |               |  |  |                 |                 |                 |
|  | Unión Casablanca       |                   |                  |                       | 3 | 0                |                  |                  |  |  |               |               |               |  |  |                 |                 |                 |
|  | Deportes Limache       | 2                 | 0                |                       |   |                  |                  |                  |  |  |               |               |               |  |  |                 |                 |                 |
|  | Deportes Limache       | 2                 | 0                | Unión Casablanca (v.) | 2 | 1                |                  |                  |  |  |               |               |               |  |  |                 |                 |                 |
|  |                        |                   |                  |                       | 2 | 1                |                  |                  |  |  |               |               |               |  |  |                 |                 |                 |
|  |                        | Deportes Recoleta | 2                | 1                     |   |                  |                  |                  |  |  |               |               |               |  |  |                 |                 |                 |
|  | Deportes Vallenar      | Deportes Recoleta | 2                | 1                     | 1 | 2                |                  |                  |  |  |               |               |               |  |  |                 |                 |                 |
|  | Deportes Vallenar      |                   |                  |                       | 1 | 2                |                  |                  |  |  |               |               |               |  |  |                 |                 |                 |
|  | Deportes Recoleta (v.) | 1                 | 2                |                       |   |                  |                  |                  |  |  |               |               |               |  |  |                 |                 |                 |

NOTA: El equipo ubicado en la primera casilla de cada llave, es el que ejercerá localía en el partido de vuelta.

NOTA 2: Lautaro de Buin logró el Ascenso a la Tercera A 2015-16 tras ser el club de Tercera B que avanzó más fases. 

### Octavos de final
|  | Gendarmería                | 0 - 3 | Lautaro de Buin   |  | La Perla                | 3 de abril | 11:00 | B1 |
|  | Jireh                      | 1 - 1 | Ferro Estación    |  | Municipal de Cerrillos  | 4 de abril | 12:00 | C2 |
|  | Deportes Tocopilla         | 2 - 3 | Chimbarongo FC    |  | Municipal de Los Lirios | 4 de abril | 17:00 | A1 |
|  | Deportes Limache           | 2 - 3 | Unión Casablanca  |  | Ángel Navarrete Candia  | 4 de abril | 19:00 | D1 |
|  | Deportes Recoleta          | 1 - 1 | Deportes Vallenar |  | Chacabuco               | 4 de abril | 19:00 | D2 |
|  | Deportivo Estación Central | 4 - 1 | Gasparín          |  | Real Aeropuerto         | 4 de abril | 20:00 | B2 |
|  | Brisas del Maipo           | 0 - 1 | Real San Joaquín  |  | Juan Antonio Ríos       | 5 de abril | 16:30 | C1 |
|  | Deportes Osorno            | 4 - 2 | Deportes Rengo    |  | Rubén Marcos Peralta    | 5 de abril | 18:00 | A2 |

|  | Ferro Estación    | 2 - 2 | Jireh*                      |  | Deportivo Esmeralda      | 10 de abril | 20:00 | C2 |
|  | Lautaro de Buin*  | 1 - 1 | Gendarmería                 |  | Alto Jahuel Unido        | 11 de abril | 12:00 | B1 |
|  | Unión Casablanca* | 0 - 0 | Deportes Limache            |  | Arturo Echazarreta       | 11 de abril | 17:00 | D1 |
|  | Chimbarongo FC*   | 4 - 1 | Deportes Tocopilla          |  | Municipal de Chimbarongo | 11 de abril | 18:30 | A1 |
|  | Deportes Vallenar | 2 - 2 | Deportes Recoleta*          |  | Nelson Rojas             | 11 de abril | 19:00 | D2 |
|  | Deportes Rengo*   | 2 - 0 | Deportes Osorno             |  | Guillermo Guzmán         | 11 de abril | 20:00 | A2 |
|  | Gasparín          | 2 - 0 | Deportivo Estación Central* |  | Municipal Lo Blanco      | 12 de abril | 16:30 | B2 |
|  | Real San Joaquín  | 6 - 3 | Brisas del Maipo            |  | Municipal de Peñalolén   | 12 de abril | 19:00 | C1 |

### Cuartos de final
|  | Real San Joaquín  | 5 - 1 | Jireh                      |  | Municipal de Peñalolén | 18 de abril | 15:00 | C |
|  | Deportes Recoleta | 2 - 2 | Unión Casablanca           |  | Chacabuco              | 18 de abril | 16:00 | D |
|  | Deportes Rengo    | 2 - 1 | Chimbarongo FC             |  | Guillermo Guzmán       | 18 de abril | 20:00 | A |
|  | Lautaro de Buin   | 3 - 1 | Deportivo Estación Central |  | Alto Jahuel Unido      | 19 de abril | 17:00 | B |

|  | Jireh                      | 0 - 3 | Real San Joaquín  |  | Municipal de Cerrillos   | 25 de abril | 12:00 | C |
|  | Unión Casablanca           | 1 - 1 | Deportes Recoleta |  | Arturo Echazarreta       | 25 de abril | 17:00 | D |
|  | Chimbarongo FC             | 1 - 3 | Deportes Rengo    |  | Municipal de Chimbarongo | 25 de abril | 18:30 | A |
|  | Deportivo Estación Central | 2 - 3 | Lautaro de Buin   |  | Real Aeropuerto          | 25 de abril | 20:00 | B |

### Semifinal
|  | Real San Joaquín | 2 - 1 | Unión Casablanca |  | Municipal de Peñalolén | 1 de mayo | 17:00 | Semifinal 2 |
|  | Lautaro de Buin  | 3 - 5 | Deportes Rengo   |  | Deportivo Maipo        | 2 de mayo | 16:00 | Semifinal 1 |

|  | Deportes Rengo   | 2 - 3 | Lautaro de Buin  |  | Guillermo Guzmán   | 9 de mayo | 19:00 | Semifinal 1 |
|  | Unión Casablanca | 0 - 0 | Real San Joaquín |  | Arturo Echazarreta | 9 de mayo | 19:00 | Semifinal 2 |

### Final
|  | Deportes Rengo | 3 - 0 | Real San Joaquín |  | Guillermo Guzmán | 16 de mayo | 20:00 |

|  | Real San Joaquín | 1 - 2 | Deportes Rengo |  | Municipal de Peñalolén | 21 de mayo | 20:00 |

### Campeón
| |
| Deportes Rengo 1º Título Campeón. Recibe bonificación de +3 Puntos, para el Campeonato de Tercera División 'A' 2015 |

| |
| |
| Real San Joaquín Finalista. Recibe bonificación de +2 Puntos, para el Campeonato de Tercera División 'A' 2015 |

## Goleadores
Actualizado el 27 de abril de 2015
| Jugador              | Equipo                     | Goles anotados |
| -------------------- | -------------------------- | -------------- |
| Javier Castillo      | Real San Joaquín           | 7              |
| Luis Toloza          | Brisas del Maipo           | 6              |
| Ricardo Paz          | Deportes Limache           | 5              |
| Sebastián Quezada    | Lautaro                    | 5              |
| Phillip Araos        | Real San Joaquín           | 5              |
| Matías Pérez         | Chimbarongo                | 4              |
| Williams Sepúlveda   | Chimbarongo                | 4              |
| Víctor Soto          | Deportes Osorno            | 4              |
| Juan Carlos Orellana | Deportes Rengo             | 4              |
| Marcelo Solís        | Deportivo Estación Central | 4              |